# Anyphaena dulceae
Espèce
Anyphaena dulceae est une espèce d'araignées aranéomorphes de la famille des Anyphaenidae.

## Distribution
Cette espèce est endémique du Veracruz au Mexique,. Elle se rencontre vers Calcahualco.

## Description
La femelle holotype mesure 8,8 mm et le mâle paratype 8,2 mm.

## Systématique et taxinomie
Cette espèce a été décrite par Rivera-Quiroz et Álvarez-Padilla en 2023.

## Étymologie
Cette espèce est nommée en l'honneur de Dulce Flor Piedra Jiménez.

## Publication originale
- Rivera-Quiroz & Álvarez-Padilla, 2023 : « Integration or minimalism: twenty-one new species of ghost spiders (Anyphaenidae: Anyphaena) from Mexico. » European Journal of Taxonomy, vol. 865, p. 1-94 (texte intégral).